# Kolšov
Kolšov (in tedesco Kolleschau) è un comune della Repubblica Ceca facente parte del distretto di Šumperk, nella regione di Olomouc.